# IFK Eskilstuna
IFK Eskilstuna is een Zweedse voetbalclub uit de stad Eskilstuna.

## Geschiedenis
In 1921 bereikte de club de finale om het Zweedse landskampioenschap en won deze met 2-1 van IK Sleipner. Twee jaar later bereikte de club opnieuw de finale maar verloor deze keer met 5-1 van AIK Stockholm.
In 1924/25 kwam er voor het eerst een serieuze competitie zoals de dag van vandaag en IFK was medeoprichter hiervan. De club was echter geen hoogvlieger en belandde meestal in de middenmoot. In 1929 eindigde het samen met IFK Norrköping op 16 punten, Eskilstuna had drie wedstrijden meer gewonnen maar het doelsaldo van Norrköping was beter en daardoor degradeerde Eskilstuna. Na één seizoen keerde de club terug naar de hoogste klasse. Het behoud was kantje boord, maar deze keer had de club het doelsaldo aan zijn kant en mocht nog een jaar blijven. Het volgende seizoen was het succesrijkste uit de moderne competitie en de club werd vijfde. Dan ging het weer langzaam naar beneden en in 1936 werd de club laatste met tien punten acherstand op Halmstads BK. IFK kon nog drie keer terugkeren naar de hoogste klasse (1942/43, 1957/58 en 1964), maar telkens eindigde de club op een degradatieplaats.
Tegenwoordig speelt de club lager dan de vierde klasse.

## Erelijst
- Landskampioen

1921

## Bekende (ex-)spelers
- Kennet Andersson
- Jean-Marc Antersijn
- Harry Lundahl
- Kari Virtanen